# Kasteel van Loarre

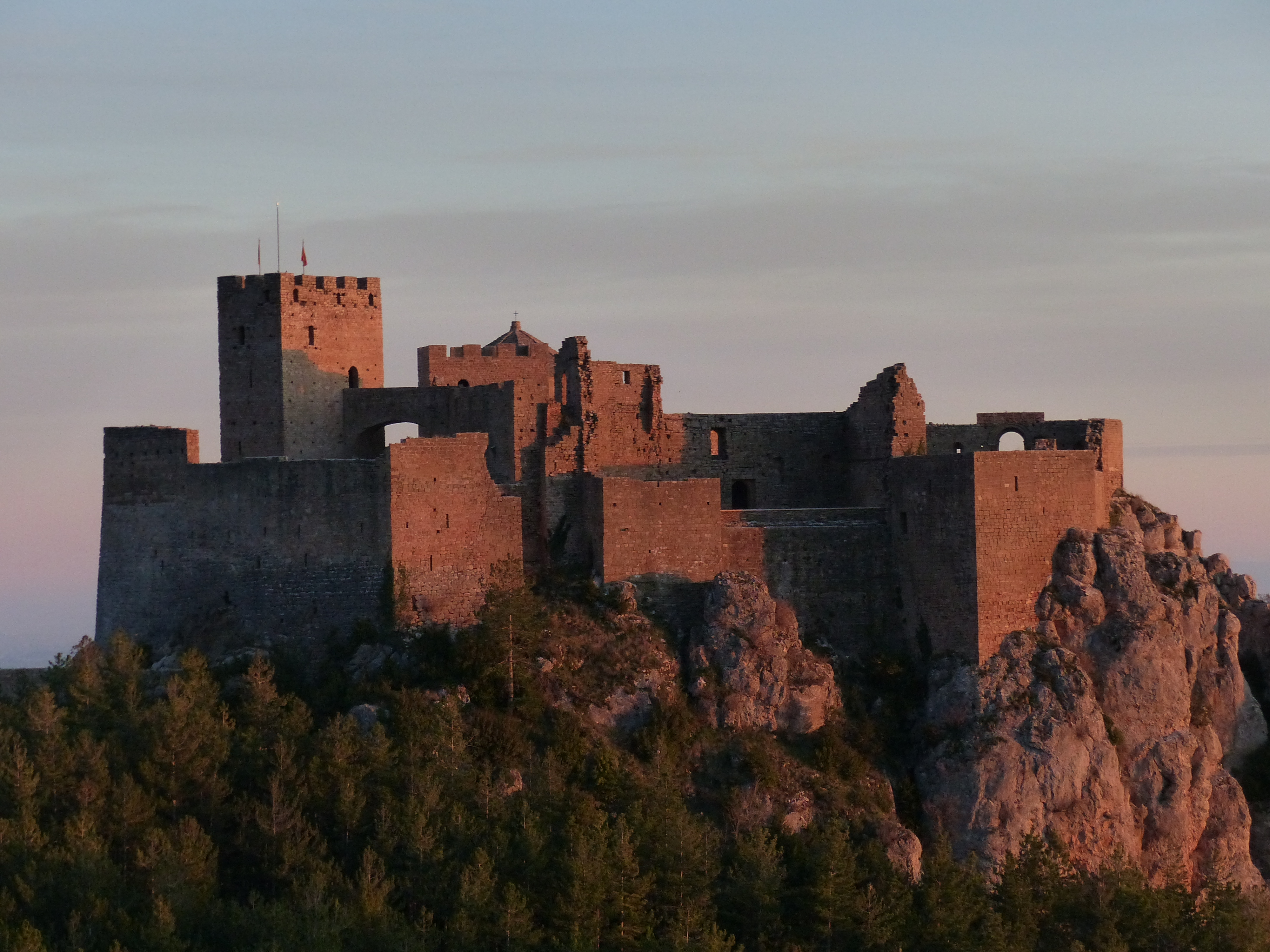

Het Kasteel van Loarre is een kloosterburcht in de gemeente Loarre in de provincie Huesca van de autonome regio Aragón in Noord-Spanje. Het kasteel wordt beschouwd als een van de mooiste van Spanje en geniet sinds 1906 erfgoedbescherming (bien de interés cultural).

## Geschiedenis
Het bouwwerk gaat terug tot een kerk die koning Sancho III van Navarra hier in 1019 stichtte als onderdeel van de herovering (reconquista) van het gebied op de Moren. De rest van de kloosterburcht werd gebouwd onder koning Sancho Ramírez (r. 1063-1094), die hier zowel een kasteel als een versterkt klooster van augustijner koorheren stichtte. Nadat in 1098 de meer zuidwaarts gelegen stad Huesca was ingenomen, verloor het kasteel veel van zijn strategische belang. In de 12e eeuw deed het dienst als een van de koninklijke residenties. Eind 13e eeuw werd een dubbele ringmuur met acht ronde weertorens toegevoegd. In de 14e eeuw werd het complex verkocht aan Antonio de Luna, een gunsteling van de koning.

## Architectuur

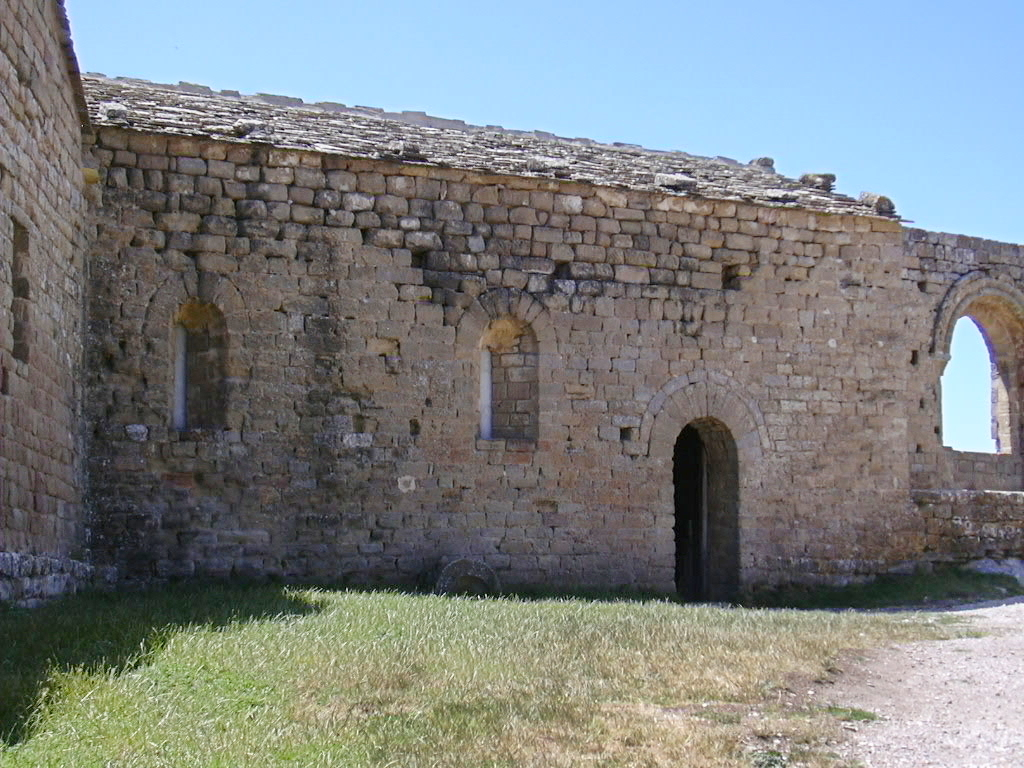
Kerkje

Het oudste deel van de kloosterburcht is waarschijnlijk het eenbeukige kerkje van Santa María met een halfronde apsis. De hoofdkerk gewijd aan San Pedro is gebouwd op een crypte met tongewelven. Het juk wordt overspannen door een koepel op trompen. Vier kleine ronde vensters (oculi) zorgen voor licht. De sobere architectuur wordt enigszins verzacht door talrijke plantaardige en figuratieve kapitelen.
Het kasteel heeft een donjon van vijf verdiepingen (Torre del Homenaje) en een kleinere “Koninginnetoren” (Torre de la Reina). Iets lager dan het hoofdkasteel, maar nog steeds binnen de ringmuur, staat de Torre Albarrana, die bovenaan verlicht wordt door twee ajimezes (tweelichten). Delen van de kasteelgebouwen fungeerden als kloostercellen.

## Filmlocatie
Het kasteel werd als decor gebruikt in verschillende films:
- Crónica del alba. Valentina (Antonio Betancor, 1982)
- Kingdom of Heaven (Ridley Scott, 2005)
- Miguel y William (Inés Paris, 2007)